# یوجین مک‌کارتی
یوجین جوزف مک‌کارتی (به انگلیسی: Eugene Joseph McCarthy) سناتور سابق عضو حزب دموکرات ایالات متحده آمریکا بود. وی در سال ۱۹۵۹ تا ۱۹۷۱ میلادی سناتور ایالت مینه‌سوتا در سنای ایالات متحده آمریکا بود.